# Ткаченко Андрій Якович
Андрі́й Я́кович Ткаче́нко (15 вересня 1918 — 24 лютого 1978) — український радянський військовий льотчик, у роки Другої світової війни — командир ескадрильї 18-го гвардійського авіаційного полку 2-ї гвардійської авіаційної дивізії 2-го гвардійського авіаційного корпусу авіації далекої дії, гвардії майор. Герой Радянського Союзу (1944).

## Життєпис
Народився 15 вересня 1918 року на станції Кутейникове, нині Амвросіївського району Донецької області, в родині робітника. Українець. Закінчив 7 класів і школу ФЗУ. Працював електрослюсарем.
До лав РСЧА призваний 20 грудня 1937 року. У 1938 році закінчив Ворошиловградську військову авіаційну школу льотчиків. У боях німецько-радянської війни з червня 1941 року. Член ВКП(б) з 1942 року.
До липня 1944 року командир ескадрильї 18-го гвардійського авіаційного полку гвардії майор А. Я. Ткаченко здійснив 240 бойових вильотів на бомбардування військово-промислових об'єктів у глибокому тилу ворога, завдавши супротивнику значних втрат.
У 1946 році гвардії майор А. Я. Ткаченко вийшов у запас. Мешкав і працював у Києві. Помер 24 лютого 1978 року. Похований на Совському кладовищі.

## Нагороди
Указом Президії Верховної Ради СРСР від 5 листопада 1944 року «за зразкове виконання бойових завдань командування на фронті боротьби з німецькими загарбниками та виявлені при цьому відвагу і героїзм», гвардії майорові Ткаченку Андрію Яковичу присвоєне звання Героя Радянського Союзу з врученням ордена Леніна і медалі «Золота Зірка» (№ 5114).
Нагороджений двома орденами Леніна (31.12.1942, 05.11.1944), трьома орденами Червоного Прапора (24.02.1942, 21.07.1943, 28.04.1944), орденом «Знак Пошани» і медалями.